# Furia Caninia
La lex Furia Caninia va ser una antiga llei romana que limitava les manumissions que havien fet créixer el nombre de ciutadans romans de vegades amb persones que no s'ho mereixien.
Es va establir sota August l'any 2 aC quan eren cònsols Sext Furi Camil i Luci Canini Gal. La llei establia que pel testament només es podien alliberar fins a cinc esclaus als que en tenien fins a 17, a 9 als que en tenien fins a 29, a 12 els que en tenien fins a 51, a 16 als que en tenien fins a 67, a 25 els que en tenien fins a 129, i en la mateixa proporció fins a donar llibertat a cent, quantitat que no es podia superar encara que es tinguessin més de vint mil esclaus. Si al testament es nomenaven més esclaus alliberats que els que es podia legalment només rebrien la manumissió els primers esmentats fins al nombre legal, i si no s'expressava el seu nom no se n'alliberava cap i quedaven tots esclaus. Va estar vigent fins al temps de Justinià I.